# Соспіроло
Соспіроло (італ. Sospirolo, вен. Sospiroi) — муніципалітет в Італії, у регіоні Венето, провінція Беллуно.
Соспіроло розташоване на відстані близько 480 км на північ від Рима, 80 км на північ від Венеції, 11 км на захід від Беллуно.
Населення — 3150 осіб (2014).

## Демографія
Населення за роками:

Станом на 1 січня 2023 року в муніципалітеті офіційно проживало 117 іноземців з 28 країн, серед них 48 громадян країн Євросоюзу та 19 громадян України.

## Сусідні муніципалітети
- Беллуно
- Чезіомаджоре
- Гозальдо
- Ривамонте-Агордіно
- Сан-Грегоріо-нелле-Альпі
- Санта-Джустіна
- Седіко